# Fengyun-4B
Fengyun-4B (chinesisch 風雲四號B星 / 风云四号B星, Pinyin Fēngyún Sì Hào B Xīng, deutsch  „Wind und Wolken“) ist ein chinesischer Wettersatellit der Fengyun-Reihe, der am 2. Juni 2021 um 16:17 Uhr UTC mit einer Trägerrakete vom Typ Langer Marsch 3B/G2 vom Kosmodrom Xichang in eine geostationäre Umlaufbahn gebracht.
Neben seiner Hauptaufgabe, der Unterstützung von kurzfristigen Wettervorhersagen, insbesondere was Taifune und Sandstürme betrifft, dient der Satellit auch der Umweltbeobachtung sowie der Beobachtung des Weltraumwetters.

## Bus
Der mit einer Genauigkeit von 0,01° dreiachsenstabilisierte, 5380 kg schwere Satellit des Nationalen Zentrums für Satellitenmeteorologie basiert auf dem SAST-5000-Bus der Shanghaier Akademie für Raumfahrttechnologie, er hat eine geplante Betriebsdauer von sieben Jahren.
Der Satellit besitzt ein sechseckiges Gehäuse mit einem Querschnitt von 340 cm und einer Höhe von 220,5 cm. Über einen Solarzellenflügel stehen für die Nutzlasten mindestens 12 kW zur Verfügung.
Als Antrieb besitzt der Satellit ein chemisches Triebwerk mit der hypergolen Treibstoffmischung MMH/MON-1, also  Monomethylhydrazin als eigentlicher Treibstoff und Distickstofftetroxid mit 1 % Stickstoffmonoxid als Oxidator.
Für eine präzise Beobachtung aus großer Entfernung wurde der Bus mit Einrichtungen zur Messung und Unterdrückung von Mikrovibrationen sowie zur Echtzeit-Positionsbestimmung mittels Navigationssatelliten ausgerüstet.
Für Telemetrie, Bahnverfolgung und Steuerung verwendet der Satellit das S-Band, die Nutzlastdaten werden auf dem Ka-Band gesendet.
Die Bodenstation befindet sich im Nordwesten des Pekinger Stadtbezirks Haidian.

## Nutzlasten
Fengyun-4B, dessen Entwicklung vier Jahre in Anspruch genommen hatte, ist eine verbesserte Version von Fengyun-4A. Er besitzt eine 150 kg schwere Hochgeschwindigkeitskamera, im Ausland als GEO High-speed Imager oder GHI bekannt, mit der jede Minute Aufnahmen eines Gebiets von 2000 × 2000 km  mit einer Auflösung von 250 m gemacht werden können. Ein Gebiet von 1000 × 1000 km kann drei- bis viermal pro Minute aufgenommen werden, und zwar bei Tag und bei Nacht, was wichtig für kurzfristige Wettervorhersagen ist. 1000 × 1000 km entspricht etwa der Ausdehnung eines Taifuns. Üblicherweise wird das Staatsgebiet Chinas etwa alle fünf Minuten einmal fotografiert. Bei Unwettern wird dann auf den kleineren Abtastbereich geschaltet, sodass die Meteorologen dem Taifun in Echtzeit folgen, die Windstärke bestimmen und seinen Weg vorhersagen können.
Von Fengyun-4A übernommen ist eine Multispektralkamera (Advanced Geostationary Radiation Imager bzw. AGRI) mit nun 15 Kanälen im sichtbaren und Infrarot-Bereich zwischen 0,45 und 13,8 μm. Die räumliche Auflösung im kurzwelligen und mittleren Infrarotbereich wurde von 4 km auf 2 km verbessert, die Temperatur von Wolken, Erd- und Meeresoberfläche kann nun mit einer Auflösung von 0,05 K gemessen werden. Der maximale Fehler im Vergleich zur am Boden gemessenen realen Temperatur beträgt 0,5 K.
Durch eine Weiterverarbeitung der von der Multispektralkamera gelieferten Bilder ist es unter anderem möglich, den Luftdruck an der Oberseite der Wolkendecke zu ermitteln. So wurde zum Beispiel beobachtet, dass knapp zwei Stunden nach dem Ausbruch des Vulkans Hunga Tonga-Hunga Haʻapai am 15. Januar 2022 der Luftdruck in der Tropopause, der in jenen Breiten üblicherweise 100 hPa beträgt, auf 80 hPa abgesunken war. Einen Tag später hatte sich der Luftdruck jedoch wieder bei 100 hPa normalisiert.
Das Hauptinstrument an Bord des Satelliten ist ein vom Nationalen Zentrum für Weltraumwissenschaften entwickeltes Michelson-Interferometer (Geostationary Interferometric Infrared Sounder bzw. GIIRS) für die dreidimensionale Abtastung von Strukturen in der Atmosphäre mithilfe von sich überlagernden Lichtstrahlen im sichtbaren und Infrarot-Bereich.
Die Abtastung eines Gebiets von 4500 × 4500 km dauert 55 Minuten und erfolgt mit einer Auflösung von 1 km im sichtbaren Licht sowie 16 km im Infrarotbereich.
Kleinere Gebiete von 1000 × 1000 km können in 30 Minuten abgetastet werden. Die von dem Gerät ermittelten Daten werden zur Bestimmung von Temperatur und Luftfeuchtigkeit, der Messung von Wolkenhöhen, Unterscheidung von Wolkenarten, Erstellung von Wolkenkarten sowie der Bestimmung von horizontalen Windgeschwindigkeiten und des Ozongehalts der Luft (gemessen als flächenbezogene Masse) verwendet.
Außerdem besitzt der Satellit noch eine Gruppe von Geräten zur Beobachtung des Weltraumwetters (Space Environment Monitoring Instrument Package bzw. SEMIP). Dazu gehören ein Fluxgate-Magnetometer mit einem Bereich von ±0,01 nT bis ±2600 nT und einer Auflösung von 0,06 nT, dazu noch ein Detektor für hochenergetische Protonen von 1–165 MeV sowie ein Detektor für hochenergetische Elektronen von 0,4–4 MeV.

## Mission
Nach dem Start am 2. Juni 2021 erreichte Fengyun-4B am 10. Juni 2021 seine erste geostationäre Position bei 123,5° östlicher Länge.
Am 1. Juli 2021 um 04:00 Uhr UTC lieferte der Satellit die ersten Bilder.
Knapp ein Jahr später, am 11. April 2022, wurde Fengyun-4B dann vom Satellitenkontrollzentrum Xi’an auf eine Position bei 133° östlicher Länge verschoben.
Im weiteren Verlauf gab es nur noch kleinere Bahnkorrekturen, so zum Beispiel am 1. Dezember 2023.
Neben der klassischen Wettervorhersage können die Daten des Satelliten auch zu anderen Produkten weiterverarbeitet werden. So entwickelten Wissenschaftler vom Labor für Fernbeobachtung der Atmosphäre (大气环境遥感研究室) am Nationalen Schwerpunktlabor für Fernerkundungswissenschaft (遥感科学国家重点实验室), einer vom Institut für Informationsgewinnung durch Luft- und Raumfahrt der Chinesischen Akademie der Wissenschaften gemeinsam mit der Pädagogischen Universität Peking betriebenen Einrichtung, unter der Leitung von Khusi Letu (胡斯勒图, * 1976) eine Methode, aus der Bewölkung die Sonneneinstrahlung am Boden zu berechnen. Mittels von der Forschergruppe entwickelten Streuungsmodellen, die sie mit zu mehrschichtigem Lernen fähiger künstlicher Intelligenz kombinierten, gelingt dies fast in Echtzeit. Die Datenerhebung erfolgt alle 10 Minuten, die räumliche Auflösung beträgt 500 m. Die Daten zur Sonneneinstrahlung können nach Spektrum aufgeschlüsselt werden: kurzwellige Sonnenstrahlung, bei der Photosynthese genutzte Sonnenstrahlung, UV-A und UV-B, dann weiter getrennt nach Gesamtstrahlung, direkter Einstrahlung und Streustrahlung. Die Daten werden unter anderem bei der Standortsuche für Sonnenkraftwerke, Ernteabschätzung sowie Forschung zu Photosynthese und Kohlenstoffdioxid-Assimilation genutzt, ebenso für Warnungen bei erhöhter UV-Strahlung.